# Anatoli Dimow
Anatoli Dimow (russisch Анатолий Димов, engl. Transkription Anatoliy Dimov; * 26. Februar 1956 in Ramenskoje) ist ein ehemaliger usbekischer Hindernis- und Langstreckenläufer, der für die Sowjetunion startete.
Bei den Leichtathletik-Junioreneuropameisterschaften 1975 in Athen gewann er Bronze über 5000 m.
Über 3000 m Hindernis wurde er 1979 beim Leichtathletik-Europacup in Turin Dritter und beim Leichtathletik-Weltcup in Montreal Sechster. Bei den Olympischen Spielen 1980 in Moskau kam er auf den achten Platz.

## Persönliche Bestzeiten
- 3000 m: 7:50,00 min, 12. Juli 1980, Moskau
- 5000 m: 13:44,6 min, 13. Mai 1976, Sotschi
- 3000 m Hindernis: 8:19,75 min, 31. Juli 1980, Moskau